# Ginástica nos Jogos Olímpicos de Verão de 2016
As competições de ginástica nos Jogos Olímpicos de Verão de 2016, no Rio de Janeiro, foi disputada no período de 6 a 21 de agosto compreendendo as modalidades da ginástica artística, ginástica rítmica e ginástica em trampolim. As provas foram disputadas na Arena Olímpica do Rio, no Parque Olímpico da Barra, na Barra da Tijuca. Um total de 324 ginastas, 114 no masculino e 210 no feminino, disputaram os dezoito eventos da modalidade.

## Calendário
| Agosto                 | 5 | 6 | 7 | 8 | 9 | 10 | 11 | 12 | 12 | 13 | 13 | 14 | 15 | 16 | 17 | 18 | 19 | 20 | 21 |
| ---------------------- | - | - | - | - | - | -- | -- | -- | -- | -- | -- | -- | -- | -- | -- | -- | -- | -- | -- |
| Ginástica artística    |   |   |   | 1 | 1 | 1  | 1  |    |    |    |    | 4  | 3  | 3  |    |    |    |    |    |
| Ginástica rítmica      |   |   |   |   |   |    |    |    |    |    |    |    |    |    |    |    |    | 1  | 1  |
| Ginástica de trampolim |   |   |   |   |   |    |    |    | 1  |    | 1  |    |    |    |    |    |    |    |    |

|  | Dia de competição |  | Dia de final |

## Eventos
Ginástica artística

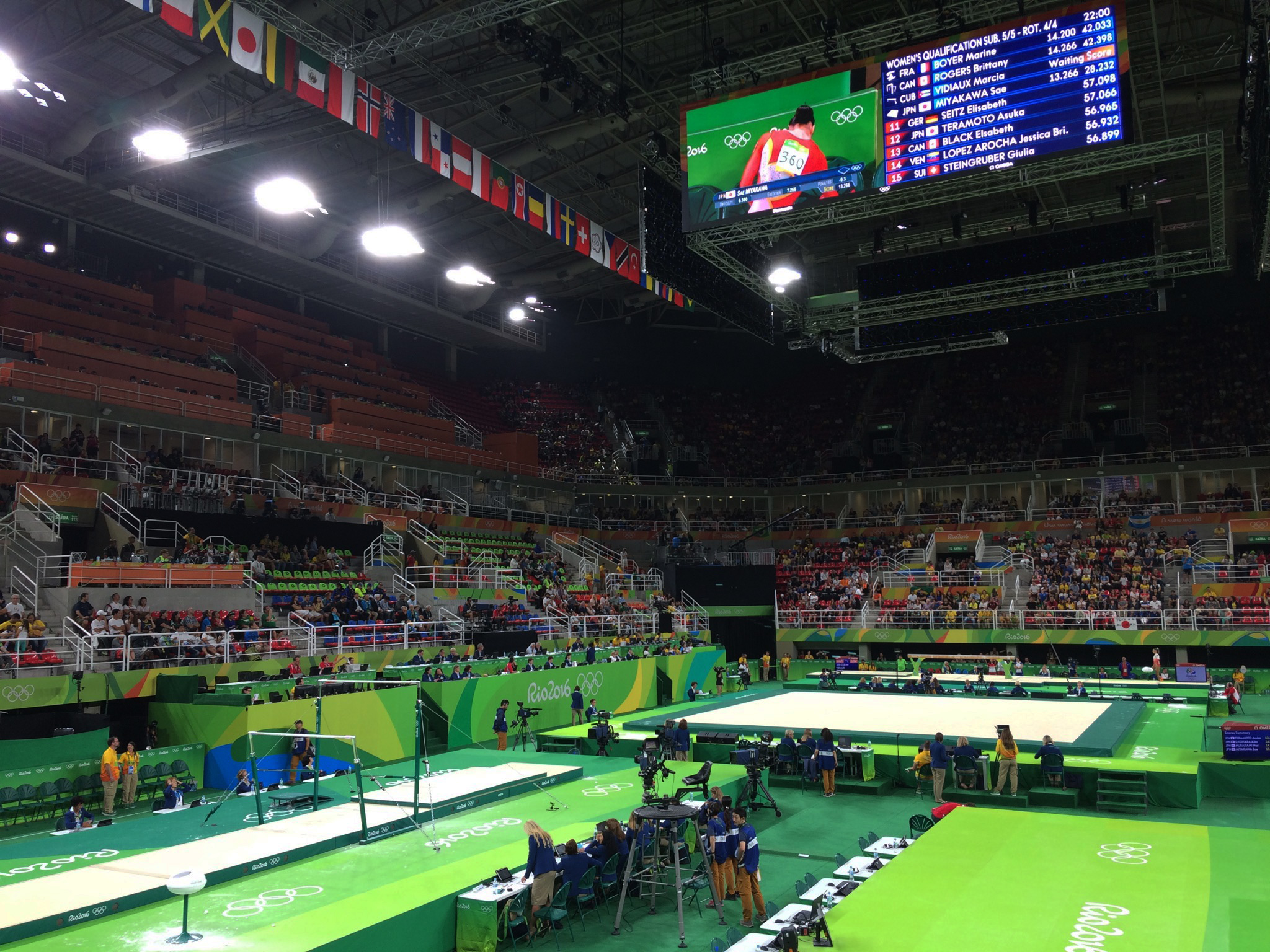
Arena Olímpica do Rio foi o local das competições de ginástica.

Quatorze conjuntos de medalhas foram concedidas nos seguintes eventos:
- Individual geral masculino
- Equipes masculino
- Solo masculino
- Barra fixa
- Barras paralelas
- Cavalo com alças
- Argolas
- Salto sobre a mesa masculino
- Individual geral feminino
- Equipes feminino
- Trave
- Solo feminino
- Barras assimétricas
- Salto sobre a mesa feminino

Ginástica rítmica
Dois conjuntos de medalhas foram concedidas nos seguintes eventos:
- Individual geral
- Grupos

Ginástica de trampolim
Dois conjuntos de medalhas foram concedidas nos seguintes eventos:
- Individual masculino
- Individual feminino

## Qualificação
Os ginastas se classificaram através dos resultados no Campeonato Mundial de Ginástica Artística de 2015, realizado em Glasgow, Escócia, entre 24 de outubro e 1 novembro de 2015; no Campeonato Mundial de Ginástica Rítmica de 2015, em Stuttgart, na Alemanha, entre 7 e 13 de setembro de 2015 e o Campeonato Mundial de Ginástica de Trampolim de 2015, realizado em Odense, na Dinamarca, entre 25 e 28 de novembro de 2015. As últimas vagas foram atribuídas no Evento Teste Olímpico, entre 16 e 22 de abril de 2016 na Arena Olímpica do Rio.

## Medalhistas

### Artística
Masculino
| Evento                    | Ouro                                                                          | Prata                                                                                        | Bronze                                                            |
| ------------------------- | ----------------------------------------------------------------------------- | -------------------------------------------------------------------------------------------- | ----------------------------------------------------------------- |
| Equipes detalhes          | Ryōhei Katō Kenzō Shirai Yusuke Tanaka Kohei Uchimura Koji Yamamuro JPN Japão | Denis Ablyazin David Belyavskiy Ivan Stretovich Nikolai Kuksenkov Nikita Nagornyy RUS Rússia | Deng Shudi Lin Chaopan Liu Yang You Hao Zhang Chenglong CHN China |
| Individual geral detalhes | Kohei Uchimura JPN Japão                                                      | Oleg Vernyayev UKR Ucrânia                                                                   | Max Whitlock GBR Grã-Bretanha                                     |
| Salto detalhes            | Ri Se-gwang PRK Coreia do Norte                                               | Denis Ablyazin RUS Rússia                                                                    | Kenzō Shirai JPN Japão                                            |
| Solo detalhes             | Max Whitlock GBR Grã-Bretanha                                                 | Diego Hypólito BRA Brasil                                                                    | Arthur Nory Mariano BRA Brasil                                    |
| Cavalo com alças detalhes | Max Whitlock GBR Grã-Bretanha                                                 | Louis Smith GBR Grã-Bretanha                                                                 | Alexander Naddour USA Estados Unidos                              |
| Barras paralelas detalhes | Oleg Vernyayev UKR Ucrânia                                                    | Danell Leyva USA Estados Unidos                                                              | David Belyavskiy RUS Rússia                                       |
| Argolas detalhes          | Eleftherios Petrounias GRE Grécia                                             | Arthur Zanetti BRA Brasil                                                                    | Denis Ablyazin RUS Rússia                                         |
| Barra fixa detalhes       | Fabian Hambüchen GER Alemanha                                                 | Danell Leyva USA Estados Unidos                                                              | Nile Wilson GBR Grã-Bretanha                                      |

Feminino
| Evento                       | Ouro                                                                                          | Prata                                                                                        | Bronze                                                        |
| ---------------------------- | --------------------------------------------------------------------------------------------- | -------------------------------------------------------------------------------------------- | ------------------------------------------------------------- |
| Equipes detalhes             | Simone Biles Gabrielle Douglas Laurie Hernandez Madison Kocian Aly Raisman USA Estados Unidos | Angelina Melnikova Aliya Mustafina Maria Paseka Daria Spiridonova Seda Tutkhalyan RUS Rússia | Fan Yilin Mao Yi Shang Chunsong Tan Jiaxin Wang Yan CHN China |
| Individual geral detalhes    | Simone Biles USA Estados Unidos                                                               | Aly Raisman USA Estados Unidos                                                               | Aliya Mustafina RUS Rússia                                    |
| Salto detalhes               | Simone Biles USA Estados Unidos                                                               | Maria Paseka RUS Rússia                                                                      | Giulia Steingruber SUI Suíça                                  |
| Solo detalhes                | Simone Biles USA Estados Unidos                                                               | Aly Raisman USA Estados Unidos                                                               | Amy Tinkler GBR Grã-Bretanha                                  |
| Trave detalhes               | Sanne Wevers NED Países Baixos                                                                | Laurie Hernandez USA Estados Unidos                                                          | Simone Biles USA Estados Unidos                               |
| Barras assimétricas detalhes | Aliya Mustafina RUS Rússia                                                                    | Madison Kocian USA Estados Unidos                                                            | Sophie Scheder GER Alemanha                                   |

### Rítmica
| Evento                    | Ouro                                                                                                 | Prata                                                                                    | Bronze |
| ------------------------- | --- | ---------------------------------------------------------------------------------------- | --- |
| Grupos detalhes           | Vera Biryukova Anastasia Bliznyuk Anastasia Maksimova Anastasia Tatareva Maria Tolkacheva RUS Rússia | Sandra Aguilar Artemi Gavezou Elena López Lourdes Mohedano Alejandra Quereda ESP Espanha | Reneta Kamberova Lyubomira Kazanova Mihaela Maevska-Velichkova Tsvetelina Naydenova Hristiana Todorova BUL Bulgária |
| Individual geral detalhes | Margarita Mamun RUS Rússia                                                                           | Yana Kudryavtseva RUS Rússia                                                             | Ganna Rizatdinova UKR Ucrânia                                                                                       |

### Trampolim
| Evento             | Ouro                                  | Prata                        | Bronze            |
| ------------------ | ------------------------------------- | ---------------------------- | ----------------- |
| Masculino detalhes | Uladzislau Hancharou BLR Bielorrússia | Dong Dong CHN China          | Gao Lei CHN China |
| Feminino detalhes  | Rosannagh MacLennan CAN Canadá        | Bryony Page GBR Grã-Bretanha | Li Dan CHN China  |

## Quadro de medalhas

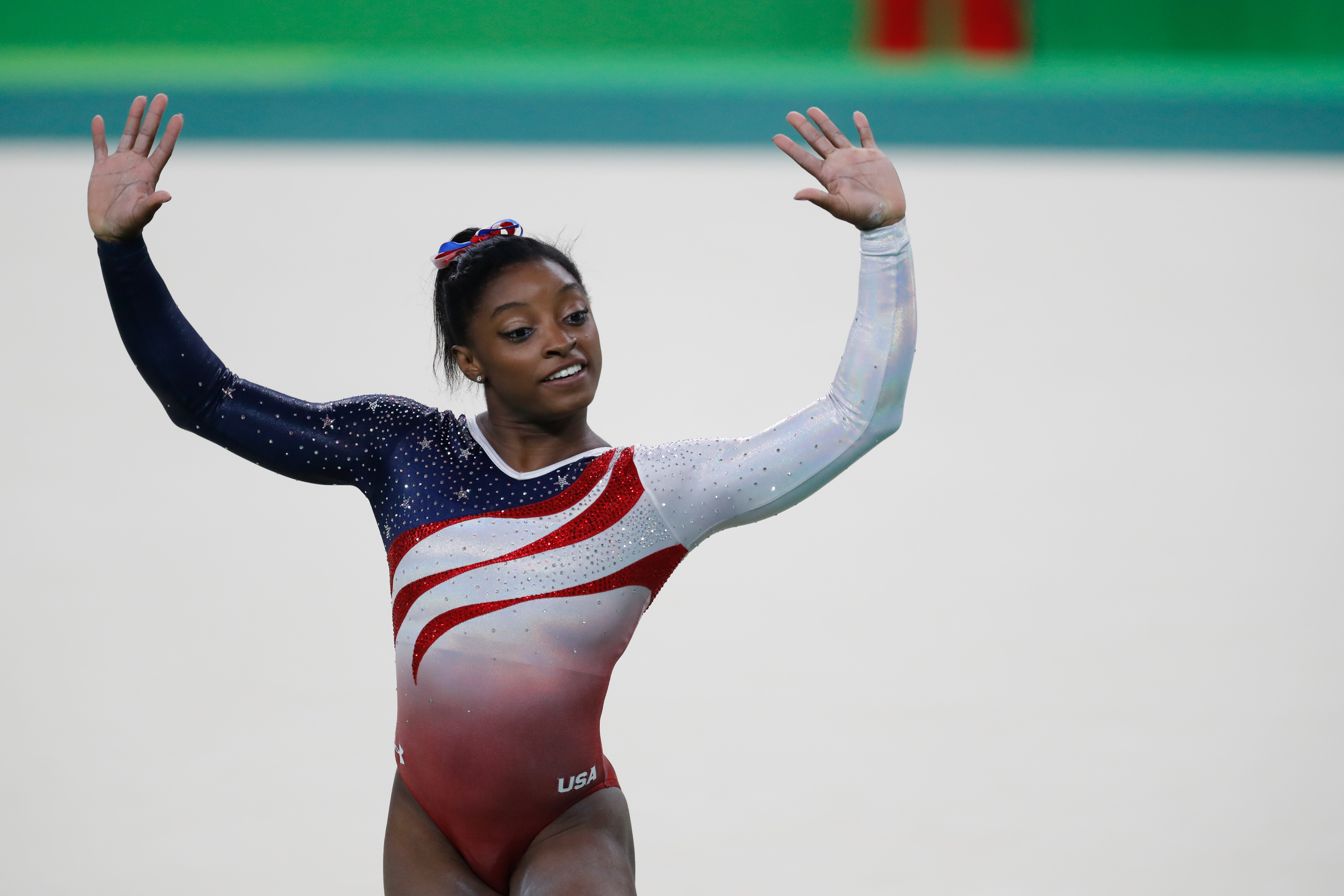
Simone Biles, dos Estados Unidos, durante final em que levou medalha de ouro na disputa por equipes femininas da ginástica artística.

| Ordem | País                | Medalha de ouro | Medalha de prata | Medalha de bronze |    | Ordem por total |
| ----- | ------------------- | --------------- | ---------------- | ----------------- | -- | --------------- |
| 1     | USA Estados Unidos  | 4               | 6                | 2                 | 12 | 1               |
| 2     | RUS Rússia          | 3               | 5                | 3                 | 11 | 2               |
| 3     | GBR Grã-Bretanha    | 2               | 2                | 3                 | 7  | 3               |
| 4     | JPN Japão           | 2               |                  | 1                 | 3  | 5               |
| 5     | UKR Ucrânia         | 1               | 1                | 1                 | 3  | 5               |
| 6     | GER Alemanha        | 1               |                  | 1                 | 2  | 8               |
| 7     | BLR Bielorrússia    | 1               |                  |                   | 1  | 9               |
|       | CAN Canadá          | 1               |                  |                   | 1  | 9               |
|       | GRE Grécia          | 1               |                  |                   | 1  | 9               |
|       | NED Países Baixos   | 1               |                  |                   | 1  | 9               |
|       | PRK Coreia do Norte | 1               |                  |                   | 1  | 9               |
| 12    | BRA Brasil          |                 | 2                | 1                 | 3  | 5               |
| 13    | CHN China           |                 | 1                | 4                 | 5  | 4               |
| 14    | ESP Espanha         |                 | 1                |                   | 1  | 9               |
| 15    | BUL Bulgária        |                 |                  | 1                 | 1  | 9               |
|       | SUI Suíça           |                 |                  | 1                 | 1  | 9               |
| TOTAL | TOTAL               | 18              | 18               | 18                | 54 | —               |